# Közlekedőedények

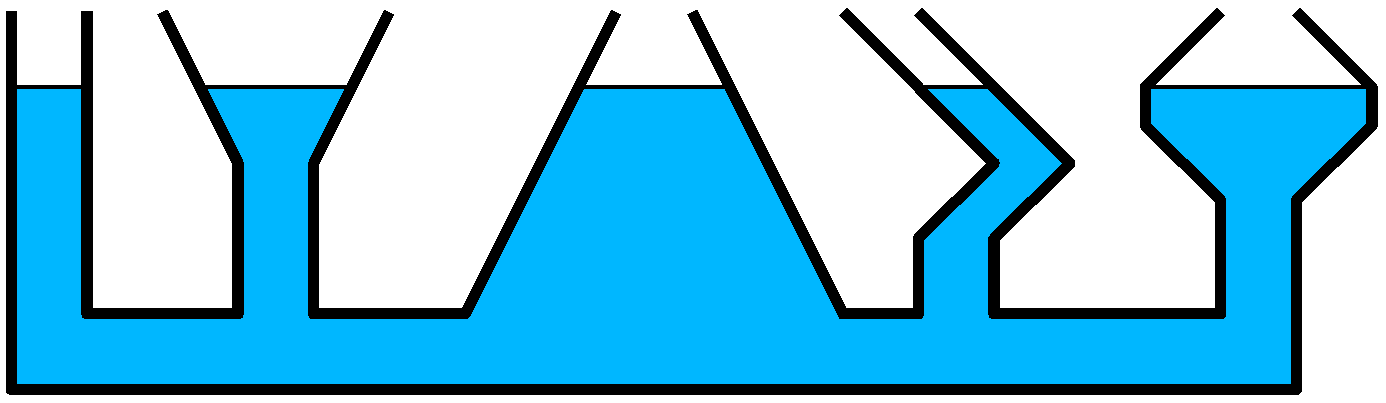
Közlekedőedények

A közlekedőedények töltődése

Közlekedőedények alatt olyan folyadékkal töltött edényrendszert értünk, amelyben az edények felső része nyitott és az alsó részük úgy kapcsolódik egymáshoz, hogy a folyadék az egyikből a másikba átfolyhasson. 
Ha a folyadék homogén, akkor a folyadékszint minden edényben ugyanolyan magas, bármilyen legyen az edények alakja és szélessége. Ennek az a magyarázata, hogy egyensúly csak akkor lehetséges, ha a folyadék belsejében a szabad felszínnel párhuzamos bármely felületen  a hidrosztatikai nyomás mindenütt ugyanakkora. Mivel a hidrosztatikai nyomás a folyadékoszlop magasságától függ, ebben az esetben a folyadékoszlopok magasságai egyenlők.
Két különböző sűrűségű ({\displaystyle \rho _{1},\rho _{2}}) egymással nem keveredő folyadék esetében a hidrosztatikai nyomás egyenlőségére vonatkozó feltétel a következőt jelenti:
{\displaystyle \rho _{1}gh_{1}=\rho _{2}gh_{2}},
ahol {\displaystyle h_{1},h_{2}} a folyadékszintek magassága, {\displaystyle g} a földi nehézségi gyorsulás. 
A folyadékoszlopok magasságának aránya tehát:
{\displaystyle {\frac {h_{1}}{h_{2}}}={\frac {\rho _{2}}{\rho _{1}}}}
Egymással nem keveredő folyadékoknak a közös érintkezési szinttől mért magasságai a folyadékok fajsúlyaival (sűrűségével) fordítva arányosak.

## Legfontosabb gyakorlati alkalmazás
A közlekedőedények törvényének igen fontos alkalmazása a vízvezeték-hálózat. A vizet a víztorony magasan elhelyezett tartályában tárolják, ahova szivattyúval nyomatják fel. Ez a közlekedőedény-hálózat egyik szára. A közlekedőedény-rendszer további szárait az épületekben lévő függőleges csővezetékek képezik. A kettőt egymással a földfelszín alatt lefektetett, többnyire vízszintes csövek kötik össze.

## További gyakorlati alkalmazások

Tömlős vízmérték

- kazánok, tartályok vízállásmutatója
- repülőgépek ún. dőlésmérője
- szökőkutak (természetes vagy mesterséges)
- források talajból való feltörése
- tengeralattjárók le- és felmerülése
- tömlős vízmérték nagy távolságokon átívelő szintezésre

## Külső hivatkozások
- https://web.archive.org/web/20070429163231/http://www.sulinet.hu/tart/fcikk/Kibv/0/10346/1
- http://www.sulinet.hu/tovabbtan/felveteli/ttkuj/fizika/folymech/folymech.htm
- https://web.archive.org/web/20070816075859/http://www.freeweb.hu/iratok/tudomany/renner/RENNER04.HTM
- http://sulifizika.elte.hu/html/sub_p171.html